# Lentulidae
Famille
Les Lentulidae sont une famille d'insectes orthoptères.

## Distribution
Les espèces de cette famille se rencontrent en Afrique subsaharienne.

## Liste des genres
Selon Orthoptera Species File (22 juillet 2018) :
- sous-famille Lentulinae Dirsh, 1956
  - genre Altiusambilla Jago, 1981
  - genre Bacteracris Dirsh, 1956
  - genre Basutacris Dirsh, 1953
  - genre Betiscoides Sjöstedt, 1923
  - genre Chromousambilla Jago, 1981
  - genre Devylderia Sjöstedt, 1923
  - genre Eremidium Karsch, 1896
  - genre Gymnidium Karsch, 1896
  - genre Helwigacris Rehn, 1944
  - genre Karruia Rehn, 1945
  - genre Lentula Stål, 1878
  - genre Limpopoacris Brown, 2011
  - genre Malawia Dirsh, 1968
  - genre Mecostiboides Dirsh, 1957
  - genre Mecostibus Karsch, 1896
  - genre Microusambilla Jago, 1981
  - genre Nyassacris Ramme, 1929
  - genre Paralentula Rehn, 1944
  - genre Qachasia Dirsh, 1956
  - genre Rhainopomma Jago, 1981
  - genre Swaziacris Dirsh, 1953
  - genre Usambilla Sjöstedt, 1910
- sous-famille Shelforditinae Ritchie, 1982
  - genre Afrotettix Brown, 1970
  - genre Atopotettix Brown, 1970
  - genre Calviniacris Dirsh, 1956
  - genre Dirshidium Brown, 1970
  - genre Kalaharicus Brown, 1961
  - genre Karruacris Dirsh, 1958
  - genre Leatettix Dirsh, 1956
  - genre Occidentula Brown, 1967
  - genre Shelfordites Karny, 1910
  - genre Uvarovidium Dirsh, 1956
- sous-famille indéterminée
  - genre Armstrongium Brown, 2014
  - genre Tanquata Otte, 2014
  - genre Tsautettix Otte, 2014
  - genre Zulutettix Otte & Armstrong, 2017

## Publication originale
- Dirsh, 1956 : The phallic complex in Acridoidea (Orthoptera) in relation to taxonomy. Transactions of the Royal Entomological Society of London, vol. 108, p. 223-356.